# Красный Яр (Ключевский район)
Красный Яр — село в Ключевском районе Алтайского края. Входит в состав Зелёнополянского сельсовета.

## Население
| 1997 | 1998 | 1999 | 2000 | 2001 | 2002 | 2003 |
| ---- | ---- | ---- | ---- | ---- | ---- | ---- |
| 261  | ↘260 | ↘252 | ↗255 | ↘230 | ↘227 | ↘208 |
| 2004 | 2005 | 2006 | 2007 | 2008 | 2009 | 2010 |
| ↘204 | ↗224 | ↘197 | ↘185 | ↘173 | ↘167 | ↘136 |
| 2011 | 2012 | 2013 |      |      |      |      |
| ↘134 | ↘131 | ↘126 |      |      |      |      |

## История
Основано в 1904 году. В 1928 г. посёлок Красный Яр состоял из 163 хозяйств, основное население — русские. Центр Красноярского сельсовета Ключевского района Славгородского округа Сибирского края.